# Glesbygd'n
Glesbygd'n är en svensk reggaegrupp, bildad i Arvidsjaur 2006, som producerar samt distribuerar sin musik via sin egen hemsida. De spelar något som de själva kallar "vemodsreggae". Sångaren sjunger på Arvidsjaurbondska. Musiken är en blandning av svensk folkmusik, balkanmusik, jazz, roots-reggae och dub.
Gruppen har spelat på bland annat Öland Roots, Urkult, Trästocksfestivalen och Uppsala Reggaefestival.
Glesbygd'n vann priset som "Årets nykomling" på Galore Awards 2008.

## Medlemmar (2021)
- Johan Åhman – gitarr
- Tomas Olsson – basgitarr
- Arvid Andersson – sång
- Axel Andersson – trummor
- Thomas Burström - klaviatur
- Cecilia Moore - saxofoner
- Nikolai Äystö Lindholm - klarinetter
- Johan Asplund – trumpeter

## Tidigare medlemmar
- Ola Edström – slagverk
- Mårten Hedborg – saxofon
- Anders Öhberg – klaviatur
- Alexandra Ellis – sång
- Elfrida Bergman – trumpet
- Joel Lindfors – klarinett

## Diskografi
Album
- Ärtes Jord'n – (17 maj 2008)
- Tid'n lid – (17 april 2009)
- En Hand Som Värjer Kronans Tyngd – (17 maj 2013)

EP
- Välkommen Hem – (20 december 2007)
- 15x15/500 – (7 februari 2011)
- En Smak Av Tjära, Blod Och Sprit (3 februari 2017)